# Tuti duók
A Tuti duók (eredeti címe: Duets) egy 2000-es zenés vígjáték és filmdráma Bruce Paltrow rendezésében. A film főszerepében Gwyneth Paltrow, Huey Lewis, Paul Giamatti és Maria Bello. A film a 2000-es Torontói Nemzetközi Filmfesztiválon debütált szeptember 9-én. Az Egyesült Államokban 2000. szeptember 15-től vetítették a mozikban, Magyarországon videokazettán volt elérhető 2001. december 4-től.

## Cselekmény
A történet egymástól független párok körül forog, akik az Omahában megrendezésre kerülő nagy verseny előtti héten az Egyesült Államok különböző karaokebárjaiban töltik az idejüket.
Ricky Dean, a karaoke körút szélhámosa, városról városra utazik, úgy tesz, mintha nem kedvelné a karaokét, majd megnyeri mind a versenyeket, mind a helyiekkel kötött fogadásokat. Egy telefonhívás után Las Vegasba utazik egy volt barátnője temetésére; ott találkozik a lányával, Livvel, akivel évek óta nem tartotta a kapcsolatot. Liv az anyja halála után apafigurát keresve csatlakozik az apjához, mindketten szólót énekelnek a karaoke-bárokban. Egy kocsmai verekedésbe keverednek, amikor Ricky egyik átvert embere visszavág.
A depressziós kaliforniai üzletkötő Todd Woods annyira kimerült az üzleti utazásoktól, hogy azt sem tudja, melyik városban van. Hazaérve felesége, Candy és két gyermeke túlságosan magába roskadt ahhoz, hogy köszönjön neki. Céltalanul autózva elhagyja családját és régi életét. Betéved egy új-mexikói karaoke bárba, ahol egy társa béta-blokkolót ajánl neki, hogy segítsen leküzdeni a szorongását és a lámpalázát. Todd rászokik a gyógyszerekre, miközben tovább hajt.
Utahban Todd felveszi a stoppost, Reggie Kane-t, egy karizmatikus, de erőszakos szökevény fegyencet, aki nemrég fegyverrel fenyegetőzve kirabolt egy kamionsofőrt, aki felvette őt. Valószínűtlen barátságot kötnek, miután Reggie egy karaoke bárban egy duett során felfedi gyönyörű énekhangját. Todd mentális állapota tovább romlik, miközben Reggie megpróbálja távol tartani a bajtól; először ki kell rángatnia Toddot egy szállodából, amikor az fegyverrel fenyegeti a recepcióst; majd miután a férfi patthelyzetet okoz egy benzinkútnál, Reggie lelövi és megöli az eladót. Reggie elintézi, hogy Candy találkozzon velük Omahában, de Todd eltaszítja magától feleségét, és ragaszkodik ahhoz, hogy vége van korábbi életének.
A Cincinnatiben élő taxisofőr és egykor papnak készülő Billy alkoholizál, miután rajtakapja, hogy a párja megcsalja. Megismerkedik Suzi Loomisszal, egy lecsúszott csavargóval, aki karaoke-versenyek díjaiból és szexuális szívességekből él. Egyikük sem tiszteli a másik életstílusát, de Billy mégis beleegyezik, hogy elviszi a lányt Kaliforniába, és útközben megáll a karaoke-bárokban, hogy versenyezzen.
Mindhárom páros az omahai versenyen köt ki, mert győzelmeik után elnyerték a jogot, hogy ott versenyezzenek 5000 dollárért. Ricky végül elfogadja lányát, és meghívja, hogy adják elő duettben édesanyja kedvenc dalát, a "Cruisin'"-t. Billy rájön, hogy Suzi lámpalázas, amikor a nő a mosdóban rókázik, de meggyőzi, hogy induljon a versenyen. Reggie észreveszi, hogy megérkezik a rendőrség, amely a benzinkúti lövöldözés ügyében nyomoz. A "Free Bird" a cappella verzióját adva elő a színpadon fegyvert ránt, aminek hatására a rendőrség lelővi őt. Toddot felmentik a vádak alól, így visszatérhet családjához. 
A verseny után Billy és Suzi folytatják útjukat Kaliforniába. Billy meghívja Livet és Rickyt, hogy csatlakozzanak hozzájuk, és elhatározzák, hogy egy kis kitérőt tesznek egy másik karaoke versenyre Nevadában. Todd és Candy együtt repülnek haza a férfi törzsutas mérföldjeivel.

## Szereplők
| Szerep                  | Színész             | Magyar hangja                       | Magyar hangja                   |
| Szerep                  | Színész             | 1. magyar szinkron (Best Hollywood) | 2. magyar szinkron (Masterfilm) |
| ----------------------- | ------------------- | ----------------------------------- | ------------------------------- |
| Liv                     | Gwyneth Paltrow     | Mezei Kitty                         | Tarr Judit                      |
| Ricky Dean              | Huey Lewis          | Reviczky Gábor                      | Kőszegi Ákos                    |
| Suzi Loomis             | Maria Bello         | Major Melinda                       | Bognár Anna                     |
| Reggie Kane             | Andre Braugher      | Haás Vander Péter                   | Orosz Ákos                      |
| Todd Woods              | Paul Giamatti       | Kerekes József                      | Vári Attila                     |
| Billy                   | Scott Speedman      | Forgács Péter                       | Posta Victor                    |
| Ronny Jackson           | Lochlyn Munro       | Selmeczi Roland                     | Moser Károly                    |
| John                    | John Pinette        | n.a                                 | n.a                             |
| Blair                   | Angie Dickinson     | n.a                                 | Horváth Zsuzsa                  |
| Omaha karaoke hosztessz | Maya Rudolph        | n.a                                 | Czifra Krisztina                |
| Sheila                  | Keegan Connor Tracy | n.a                                 | Csondor Kata                    |
| Candy Woods             | Kiersten Warren     | n.a                                 | Sallai Nóra                     |
| Harriet Gahagan         | Marian Seldes       | n.a                                 | Menszátor Magdolna              |
| Buddy                   | Aaron Pearl         | n.a                                 | Juhász Zoltán                   |

További magyar hangok: Áron László, Dallos Szilvia, Holló Orsolya, Majsai-Nyilas Tünde, Makay Andrea, Németh Gábor, Urbán Andrea, Gubányi György, Imre István, Péter Richárd, Schmidt Andrea, Turi Bálint

## Fogadtatás
A filmet gyengének ítélte a filmkritika. A Rotten Tomatoeson 21%-os minősítést ért el 92 értékelés alapján, az összesítés szerint: „A Tuti duók hanyag rendezéstől szenved, és a hitelességet feszegeti. Emellett a karakterek érdektelenek, és nehéz azzal törődni, mi történik velük.” A. O. Scott a The New York Timestól azt írta: „Néha-néha jön egy film, amely olyan eredeti és váratlan módon rossz, hogy szinte csodálatot vált ki belőlünk.” Roger Ebert a Chicago Sun Timestól azt írta: „Alapvető hibája, hogy megpróbálja egy történetbe belezsúfolni a keserédes szívfájdalmat és az ostoba társadalmi szatírát. Amikor a film elkapja a ritmust, akkor lép a saját lábára.”
A MetaCritic 40 pontot adott a 100-ból 29 vélemény alapján. William Arnold a Seattle Post-Intelligencertől úgy gondolta „a film nagy hátránya, hogy mindig kissé mesterkéltnek tűnik.” Megan Rosenfield a The Washington Posttól azt írta: „Ha a forgatókönyvíró Byrum nem próbált volna minden lehetséges témát belegyömöszölni ebbe a filmbe - kétségtelenül abban a reményben, hogy mindezek összeadódnak a nagysághoz -, akkor a Tuti duók egy szórakoztató, ironikusan megfigyelt szelete lenne az Americana-nak (wd).”
A film veszteséges lett. A Box Office Mojo szerint a 21 millió dolláros költségvetésre 6,6 millió dolláros bevétel folyt be.

## Zene
| Tuti duók eredeti filmzene | Tuti duók eredeti filmzene                   | Tuti duók eredeti filmzene                                      | Tuti duók eredeti filmzene      | Tuti duók eredeti filmzene | Tuti duók eredeti filmzene | Tuti duók eredeti filmzene | Tuti duók eredeti filmzene | Tuti duók eredeti filmzene | Tuti duók eredeti filmzene |
|                            | Cím                                          | Szerző(k)                                                       | Előadó(k)                       | Hossz                      |                            |                            |                            |                            |                            |
| -------------------------- | -------------------------------------------- | --------------------------------------------------------------- | ------------------------------- | -------------------------- | -------------------------- | -------------------------- | -------------------------- | -------------------------- | -------------------------- |
| 1.                         | "Feeling Alright"                            | Dave Mason                                                      | Huey Lewis                      | 4:03                       |                            |                            |                            |                            |                            |
| 2.                         | "Bette Davis Eyes"                           | Jackie DeShannon · Donna Weiss                                  | Gwyneth Paltrow                 | 4:20                       |                            |                            |                            |                            |                            |
| 3.                         | "Cruisin'"                                   | Smokey Robinson · Marvin Tarplin                                | Lewis · Paltrow                 | 4:52                       |                            |                            |                            |                            |                            |
| 4.                         | "Just My Imagination (Running Away with Me)" | Barrett Strong · Norman Whitfield                               | Babyface · Paltrow              | 4:10                       |                            |                            |                            |                            |                            |
| 5.                         | "Try a Little Tenderness"                    | Jimmy Campbell · Reginald Connelly · Harry Woods                | Paul Giamatti · Arnold McCuller | 3:36                       |                            |                            |                            |                            |                            |
| 6.                         | "Hello It's Me"                              | Todd Rundgren                                                   | Giamatti                        | 4:12                       |                            |                            |                            |                            |                            |
| 7.                         | "I Can't Make You Love Me"                   | Mike Reid · Allen Shamblin                                      | Maria Bello                     | 4:22                       |                            |                            |                            |                            |                            |
| 8.                         | "Sweet Dreams (Are Made of This)"            | Annie Lennox · Dave Stewart                                     | Bello                           | 4:31                       |                            |                            |                            |                            |                            |
| 9.                         | "Lonely Teardrops"                           | Tyran Carlo · Gwen Fuqua · Gwendolyn B. Gordy · Berry Gordy Jr. | Lewis                           | 3:01                       |                            |                            |                            |                            |                            |
| 10.                        | "Copacabana (At the Copa)"                   | João de Barro · Jack Feldman · Barry Manilow · Bruce Sussman    | John Pinette                    | 3:46                       |                            |                            |                            |                            |                            |
| 11.                        | "Free Bird"                                  | Allen Collins · Ronnie Van Zant                                 | Arnold McCuller                 | 1:23                       |                            |                            |                            |                            |                            |
| 12.                        | "Beginnings/Endings"                         | David Newman                                                    | David Newman                    | 1:59                       |                            |                            |                            |                            |                            |
| 44:15                      |                                              |                                                                 |                                 |                            |                            |                            |                            |                            |                            |